# شارلوت كولمان
شارلوت كولمان (بالإنجليزية: Charlotte Coleman)‏ هي ممثلة بريطانية، ولدت في 3 أبريل 1968 في المملكة المتحدة، وتوفيت بنفس المكان في 14 نوفمبر 2001.

## أعمال

### أفلام
- (1994) أربع زيجات وجنازة[5]
- (1999) ناس جميلة[6]

## وصلات خارجية
- شارلوت كولمان على موقع IMDb (الإنجليزية)
- شارلوت كولمان على موقع ألو سيني (الفرنسية)
- شارلوت كولمان على موقع ميوزك برينز (الإنجليزية)
- شارلوت كولمان على موقع أول موفي (الإنجليزية)
- شارلوت كولمان على موقع قاعدة بيانات الأفلام السويدية (السويدية)
- شارلوت كولمان على موقع ديسكوغز (الإنجليزية)
- شارلوت كولمان على موقع قاعدة بيانات الفيلم (الإنجليزية)
- شارلوت كولمان على موقع كينوبويسك (الروسية)